# Gianfranco Zola
Gianfranco Zola(5. červenec 1966, Oliena, Itálie) je bývalý italský fotbalový útočník a trenér. V září 2021 se stal publicistou pro zápasy LM u Prime Video.

## Klubová kariéra
Fotbal začal hrát v Corazzi. V roce 1984 odešel do Nuorese. V roce 1986 odešel do Torres, kde hrál tři roky. Do Neapole přišel v roce 1989 za 2 miliardy lir. Spolu s Maradonou a Carecou získal v sezoně 1989/90 titul. V sezonách 1991/92 a 1992/93 vstřelil po 12 brankách a byl nejlepším hráčem v klubu. Za Neapol odehrál celkem 136 utkání a vstřelil 36 branek. K titulu přidal ještě vítězství v italském superpoháru v roce 1990.
V roce 1993 byl prodán za 13 miliard lir do ambiciózní Parmy. Tady vyhrál pohár UEFA 1994/95, Superpohár UEFA 1993 a také odehrál prohrané finále o pohár PVP 1993/94. V lize dosáhl nejlepšího umístění v sezoně 1994/95 a to 3. místo, deset bodů za mistrem ligy. On sám vstřelil 19 branek a umístil se na 4. místě v tabulce střelců. V anketě o Zlatý míč v roce 1995, obsadil 6. místo. Od sezony 1995/96 již nehrál v ůtoku, ale na kraji zálohy. Po příchodu Stoičkova a poté trenéra Ancelottiho se rozhodl na začátku sezony 1996/97 odejít do anglické Chelsea.
Do Chelsea odešel za 12,5 miliard lir. Odehrál zde sedm let a fanoušci si jej oblíbili a dali mu přezdívku Magic Box. Vyhrál dva anglické poháry (1996/97, 1999/00), jeden ligový pohár (1997/98) a superpohár (2000). Také získal pohár PVP (1997/98) i Superpohár UEFA 1998. Odehrál zde celkem 312 utkání a vstřelil 80 branek.
V létě 2003 odešel do Cagliari krátce před převzetím Chelsea ruským miliardářem Romanem Abramovičem. V první sezóně dovedl klub k postupu do nejvyšší ligy, poté prodloužil ještě o rok smlouvu. Aktivní hráčskou kariéru ukončil v roce 2005. Cagliari jej zařadilo do své síně slávy a v hlasování fanoušků byl vyhlášen nejlepším hráčem.

## Hráčská statistika
| Sezóna  | Klub     | Liga           | Liga   | Liga | Ligové poháry | Ligové poháry | Ligové poháry | Kontinentální poháry | Kontinentální poháry | Kontinentální poháry | Celkem | Celkem |
| Sezóna  | Klub     | Soutěž         | Zápasy | Góly | Soutěž        | Zápasy        | Góly          | Soutěž               | Zápasy               | Góly                 | Zápasy | Góly   |
| ------- | -------- | -------------- | ------ | ---- | ------------- | ------------- | ------------- | -------------------- | -------------------- | -------------------- | ------ | ------ |
| 1984/85 | Nuorese  | Serie C2       | 4      | 0    | -             | 0             | 0             | -                    | 0                    | 0                    | 4      | 0      |
| 1985/86 | Nuorese  | Interregionale | 27     | 10   | -             | 0             | 0             | -                    | 0                    | 0                    | 27     | 10     |
| 1986/87 | Torres   | Serie C2       | 30     | 8    | -             | 0             | 0             | -                    | 0                    | 0                    | 30     | 8      |
| 1987/88 | Torres   | Serie C1       | 24     | 2    | -             | 0             | 0             | -                    | 0                    | 0                    | 24     | 2      |
| 1988/89 | Torres   | Serie C1       | 34     | 11   | -             | 0             | 0             | -                    | 0                    | 0                    | 34     | 11     |
| 1989/90 | Neapol   | Serie A        | 18     | 2    | IP            | 6             | 1             | UEFA                 | 2                    | 0                    | 26     | 3      |
| 1990/91 | Neapol   | Serie A        | 20     | 6    | IP+IS         | 7+0           | 0             | PMEZ                 | 2                    | 0                    | 29     | 6      |
| 1991/92 | Neapol   | Serie A        | 34     | 12   | IP            | 4             | 1             | -                    | 0                    | 0                    | 38     | 13     |
| 1992/93 | Neapol   | Serie A        | 33     | 12   | IP            | 6             | 2             | UEFA                 | 4                    | 0                    | 43     | 14     |
| 1993/94 | Parma    | Serie A        | 33     | 18   | IP            | 7             | 3             | PVP+ES               | 9+2                  | 1+0                  | 51     | 22     |
| 1994/95 | Parma    | Serie A        | 32     | 19   | IP            | 7             | 4             | UEFA                 | 12                   | 5                    | 51     | 28     |
| 1995/96 | Parma    | Serie A        | 29     | 10   | IP+IS         | 1+1           | 0             | PVP                  | 5                    | 2                    | 36     | 12     |
| 1996    | Parma    | Serie A        | 8      | 2    | IP            | 1             | 0             | UEFA                 | 2                    | 0                    | 11     | 2      |
| 1996/97 | Chelsea  | Premier League | 23     | 8    | AP            | 7             | 4             | -                    | 0                    | 0                    | 30     | 12     |
| 1997/98 | Chelsea  | Premier League | 27     | 8    | AP+ALP+AS     | 1+4+1         | 0             | PVP                  | 8                    | 4                    | 41     | 12     |
| 1998/99 | Chelsea  | Premier League | 37     | 13   | AP+ALP        | 6+0           | 1             | PVP+ES               | 5+1                  | 1+0                  | 49     | 15     |
| 1999/00 | Chelsea  | Premier League | 33     | 4    | AP+ALP        | 5+0           | 1             | LM                   | 15                   | 3                    | 53     | 8      |
| 2000/01 | Chelsea  | Premier League | 36     | 9    | AP+ALP+AS     | 3+1+1         | 2+1+0         | UEFA                 | 2                    | 0                    | 43     | 12     |
| 2001/02 | Chelsea  | Premier League | 35     | 3    | AP+ALP        | 6+5           | 1+0           | UEFA                 | 4                    | 1                    | 50     | 5      |
| 2002/03 | Chelsea  | Premier League | 38     | 14   | AP+ALP        | 3+3           | 2+0           | UEFA                 | 2                    | 0                    | 46     | 16     |
| 2003/04 | Cagliari | Serie B        | 43     | 13   | IP            | 1             | 1             | -                    | 0                    | 0                    | 44     | 14     |
| 2004/05 | Cagliari | Serie A        | 31     | 9    | IP            | 6             | 4             | -                    | 0                    | 0                    | 37     | 13     |
| Celkem  | Celkem   | Celkem         | 629    | 193  | -             | 93            | 28            | -                    | 75                   | 17                   | 797    | 238    |

## Reprezentační kariéra
Za reprezentaci odehrál 35 utkání a vstřelil 10 branek. První utkání odehrál ve věku 25 let 13. listopadu 1991 proti Norsku (1:1). První branku vstřelil 25. března 1995 proti Estonsku (4:1). Byl v nominaci na MS 1994, kde odehrál jedno utkání a to v osmifinále proti Nigérii. V utkání byl jako střídající hráč po 12 minutách hry vyloučen. Domů si odvezl stříbrnou medaili. Také byl na neúspěšném ME 1996. Ve třetím utkání proti Německu neproměnil penaltu. Na MS 1998 povolán nakonec nebyl a místo něj odjel Roberto Baggio. Poslední utkání tak odehrál 11. října 1997 proti Anglii (0:0).

### Statistika na velkých turnajích
| Reprezentace | Rok     | Zápasy             | Zápasy | Zápasy  | Zápasy           | Zápasy           | Zápasy         |
| Reprezentace | Rok     | Fáze turnaje       | Datum  | Soupeř  | Odehraných minut | Vstřelené branky | Výsledek       |
| ------------ | ------- | ------------------ | ------ | ------- | ---------------- | ---------------- | -------------- |
| Itálie       | MS 1994 | Osmifinále         | 5. 7.  | Nigérie | 12               | 0                | 2:1 v (prodl.) |
| Itálie       | ME 1996 | 1 zápas ve skupině | 11. 6. | Rusko   | 90               | 0                | 2:1            |
| Itálie       | ME 1996 | 2 zápas ve skupině | 14. 6. | Česko   | 12               | 0                | 1:2            |
| Itálie       | ME 1996 | 3 zápas ve skupině | 19. 6. | Německo | 90               | 0                | 0:0            |

## Trenérská kariéra
Po skončení hráčské kariéry se stal trenérem, v roce 2006 přijal roli asistenta u italské „jedenadvacítky“ pod hlavním trenérem Pierluigi Casiraghim. Dvojice vedla i italský reprezentační výběr do 23 let na Letních olympijských hrách v Pekingu v roce 2008, kde Itálie vypadla ve čtvrtfinále s Belgií po výsledku 2:3.
V letech 2008–2010 vedl anglický celek West Ham United FC. Od roku 2012 trénuje jiný anglický klub Watford, s nímž se v sezóně 2012/13 probojoval do finále play-off druhé anglické ligy o postup do Premier League proti Crystal Palace FC. Watford prohrál 0:1 gólem z pokutového kopu v prodloužení (105. minuta) a do Premier League nepostoupil. V prosinci 2013 po prohře 0:1 s Sheffieldem Wednesday z trenérské funkce odstoupil.
V prosinci 2014 usedl po trenérovi Zdeňku Zemanovi na lavičku italského prvoligového klubu Cagliari. V březnu 2015 přišla rošáda, Zola skončil (vyhrál z 10 zápasů u týmu dva) a nahradil ho opět Zdeněk Zeman.
Ke konci roku 2016 byl oficiálně představen jako trenér anglického druholigového klubu Birmingham City FC. Ve funkci nahradil Garyho Rowetta, který byl vyhozen pro špatné výsledky. Dne 17. dubna 2017 se své funkce odstoupil.
Další jeho angažmá bylo v Chelsea, kde dělal jednu sezonu asistenta svému krajanovi Sarrimu.

## Hráčské úspěchy

### Klubové
- 1× vítěz italské ligy (1989/90)
- 2x vítěz anglického poháru (1996/97, 1999/00)
- 1x vítěz anglického ligového poháru (1997/98)
- 1× vítěz italského superpoháru (1990)
- 1x vítěz anglického superpoháru (2000)
- 1x vítěz poháru PVP (1997/98)
- 1x vítěz poháru UEFA (1994/95)
- 2x vítěz evropského superpoháru (1993, 1998)

### Reprezentační
- 1× na MS (1994 – stříbro)
- 1× na ME (1996)

### Individuální
- All Stars team roku podle ESM (1994/95)
- Fotbalista roku v anglické lize (1997)

### Vyznamenání
Řád zásluh o Italskou republiku (27.12. 2003) z podnětu Prezidenta Itálie 

 Řád britského impéria (2004)